# Karl Hall

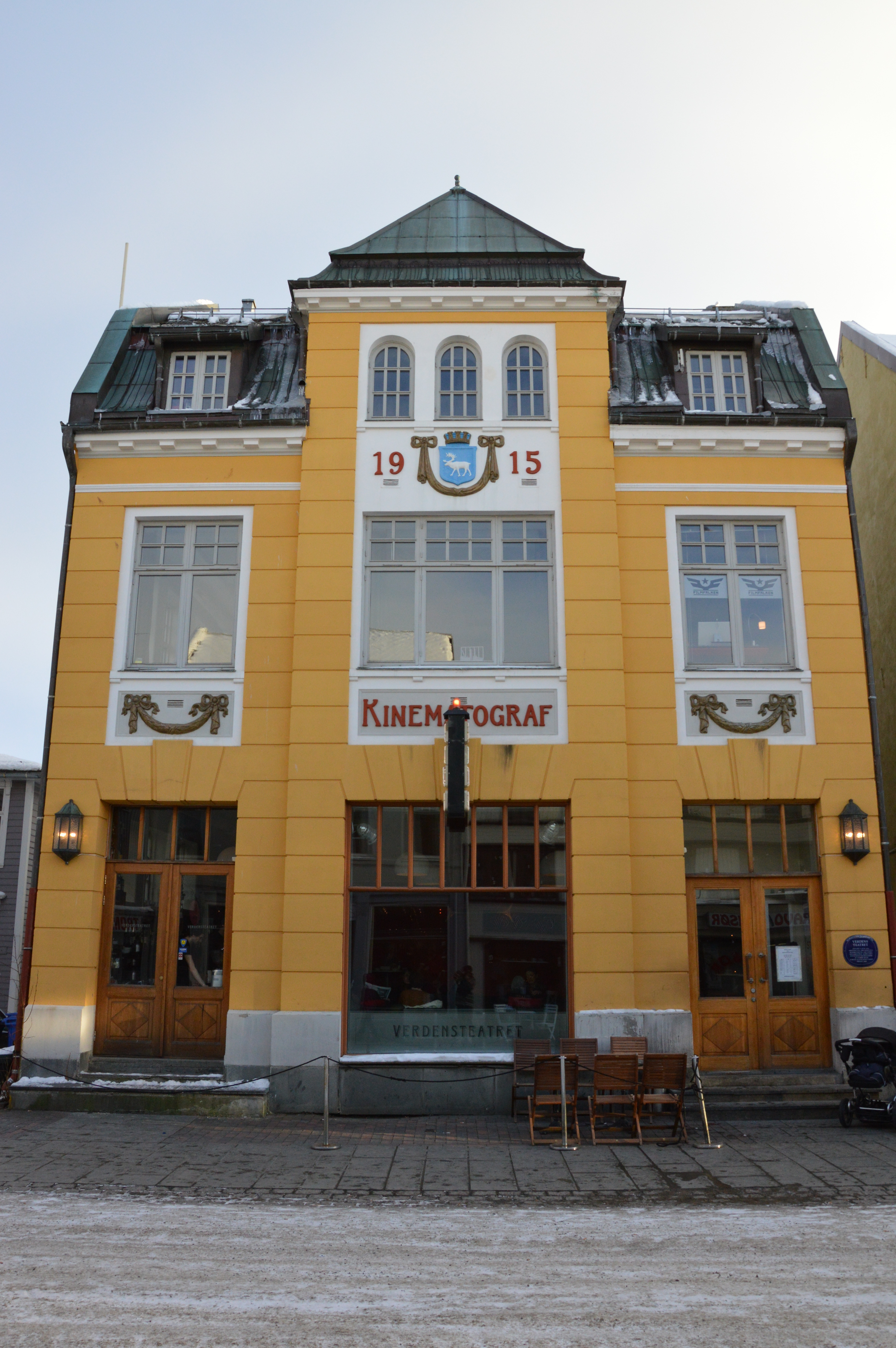
Verdensteatret

Karl Hall (Vefsn, 1 juni 1856 – Tromsø, 31 januari 1929) was een Noors zakenman en amateurmusicus.
Karl Julius Hall werd geboren in het gezin van proost Hans Hall en Paulina Irgens Holmboe Jensdatter Stoltenberg:
- Johan Conrad Hall (1839-1917), dierenarts
- Anton Christian Hall, hofpredikant, bekend als Chr. Hall (1841-1911)
- Sofie Birgitte Andrea Hall (1843-1932)
- Jens Holmboe Hall (geboren en gestorven in 1845)
- Bent Mikael Hall (1847-1897)
- Isak Muus Hall (1849-1914), apotheker en amateurcellist, vader van componiste Pauline Hall
- Karl Julius Hall (1856-1929)
- Birger Anneus Hall (1858-1927), ook priester en schrijver van religieuze boeken en hymnen

Zijn handelsbasis was het noordelijk Tromsø. Hall was zelf actief in het culturele leven van Tromsø en omgeving. Hij was violist en orkestleider en componeerde ook wat, maar dat leverde nauwelijks aandacht op. Hij huwde in eerste instantie met muzikante Anne Marie Hoel uit het zuiden. Het huwelijk werd geen succes want in 1910 was zijn burgerlijke staat gescheiden. Hij hertrouwde op 20 februari 1915 met Margit Victoria Løkke (5 mei 1893 - 19 mei 1980) en uit dat huwelijk kwam hartchirurg Karl Victor Hall voort.
Karl Julius Hall was baas van een van de eerste bioscopen in Tromsø en had belangstelling voor cinematografie. Het Verdensteatret (Wereldtheater) dient anno 2015 nog steeds tot bioscoop. Het vervult een belangrijke rol tijdens het Tromsø Internasjonale Filmfestival (TIFF).